# Rifat Begolli
Rifat Begolli (ur. 27 marca 1897 w Peciu, zm. 17 kwietnia 1945 w Tiranie) – albański przedsiębiorca i polityk, minister gospodarki w roku 1944.

## Życiorys
Syn Asllana Begolliego. Po ukończeniu szkoły w rodzinnej miejscowości kontynuował naukę w szkole Theresianum w Wiedniu, którą ukończył w 1916. W 1924 powrócił do Pecia, gdzie prowadził działalność handlową. W latach 1943-1944 zasiadał w proniemieckim parlamencie działającym w Albanii. W lipcu 1944 objął stanowisko ministra gospodarki i wiceministra prac publicznych w gabinecie Fiqri Dine. Po przejęciu władzy przez komunistów aresztowany. 13 kwietnia 1945 skazany przez Sąd Specjalny w Tiranie (przew. Koçi Xoxe, prokurator Bedri Spahiu) na karę dożywotniego pozbawienia wolności za współpracę z okupantem. Cztery dni po ogłoszeniu wyroku Begolli zmarł w stołecznym więzieniu.
Imię Rifata Begolliego nosi jedna z ulic w Peji.